# Rhabdogromia
Rhabdogromia es un género de foraminífero bentónico considerado un sinónimo posterior de Micatuba de la subfamilia Argillotubinae, de la familia Allogromiidae, del suborden Allogromiina y del orden Allogromiida. Su especie tipo era Bathysiphon flexilis. Su rango cronoestratigráfico abarcaba el Holoceno.

## Clasificación
Rhabdogromia incluía a la siguiente especie:
- Rhabdogromia flexilis